# Southern Scenic Route

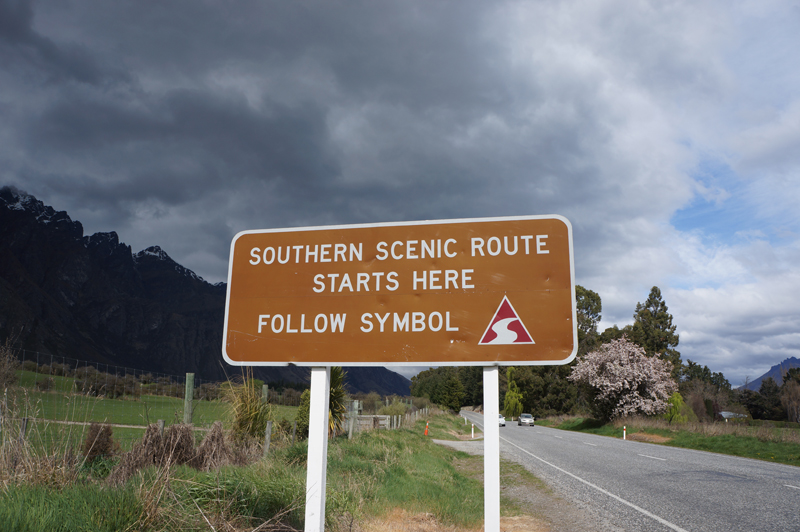
Startpunkt der Southern Scenic Route bei Queenstown

Die Southern Scenic Route ist eine touristische Straße im Süden der Südinsel Neuseelands. Die etwa 610 Kilometer lange Strecke verbindet Queenstown mit dem Fiordland und Te Anau über Manapouri und Riverton/Aparima mit Invercargill und Bluff. Von dort führt sie durch die Catlins nach Balclutha und Dunedin.

## Streckenführung

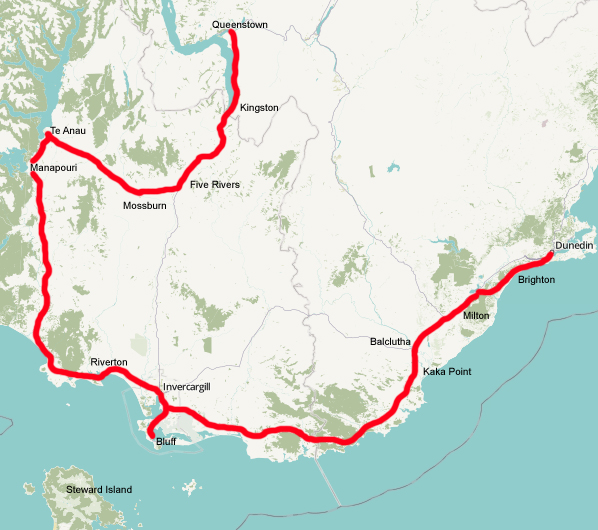
Verlauf der Southern Scenic Route

Die Southern Scenic Route folgt einer U-förmigen Streckenführung.
Von Queenstown führt sie über den State Highway 6, sowie ab Mossburn dem State Highway 94 nach Te Anau.
 Obwohl der Milford Sound/Piopiotahi kein offizieller Bestandteil der Strecke ist, wird ausgehend von Te Anau ein Ausflug zum Sound empfohlen (siehe auch Abstecher).
Von Te Anau folgt sie der Ostgrenze des Fiordland National Park durch Manapouri und Tuatapere. An der Te Waewae Bay erreicht sie die Küste und wendet sich nach Südosten durch Orepuki, Colac Bay und Riverton/Aparima.
In Lorneville erreicht die Straße wieder den State Highway 6 und folgt ihm durch die Stadt Invercargill. Über den State Highway 1 kann über einen Abstecher Bluff erreicht werden.

Von Bluff aus kann nach Empfehlung der Informationsbroschüre Stewart Island als erweitertes Ziel der Route erreicht werden (siehe auch Abstecher).
Von Invercargill wendet sich die Straße nach Osten durch Fortrose in die Catlins, dann durch Owaka nach Balclutha. Der nächste zerklüftete Küstenabschnitt mit seinen schlechten Straßen um Kaitangata wird umgangen, die Southern Scenic Route folgt hier dem Verlauf des State Highway 1 bis Milton und dem Lake Waihola.
Bei Waihola verlässt die Trasse wieder den Highway und steigt durch den Otago Coast Forest auf; sie erreicht bei Taieri Mouth wieder die Küste. Von hier folgt die Straße der Nebenstraße durch Brighton und Green Island. Sie endet bei Caversham im SH1.

## Geschichte und Entwicklung

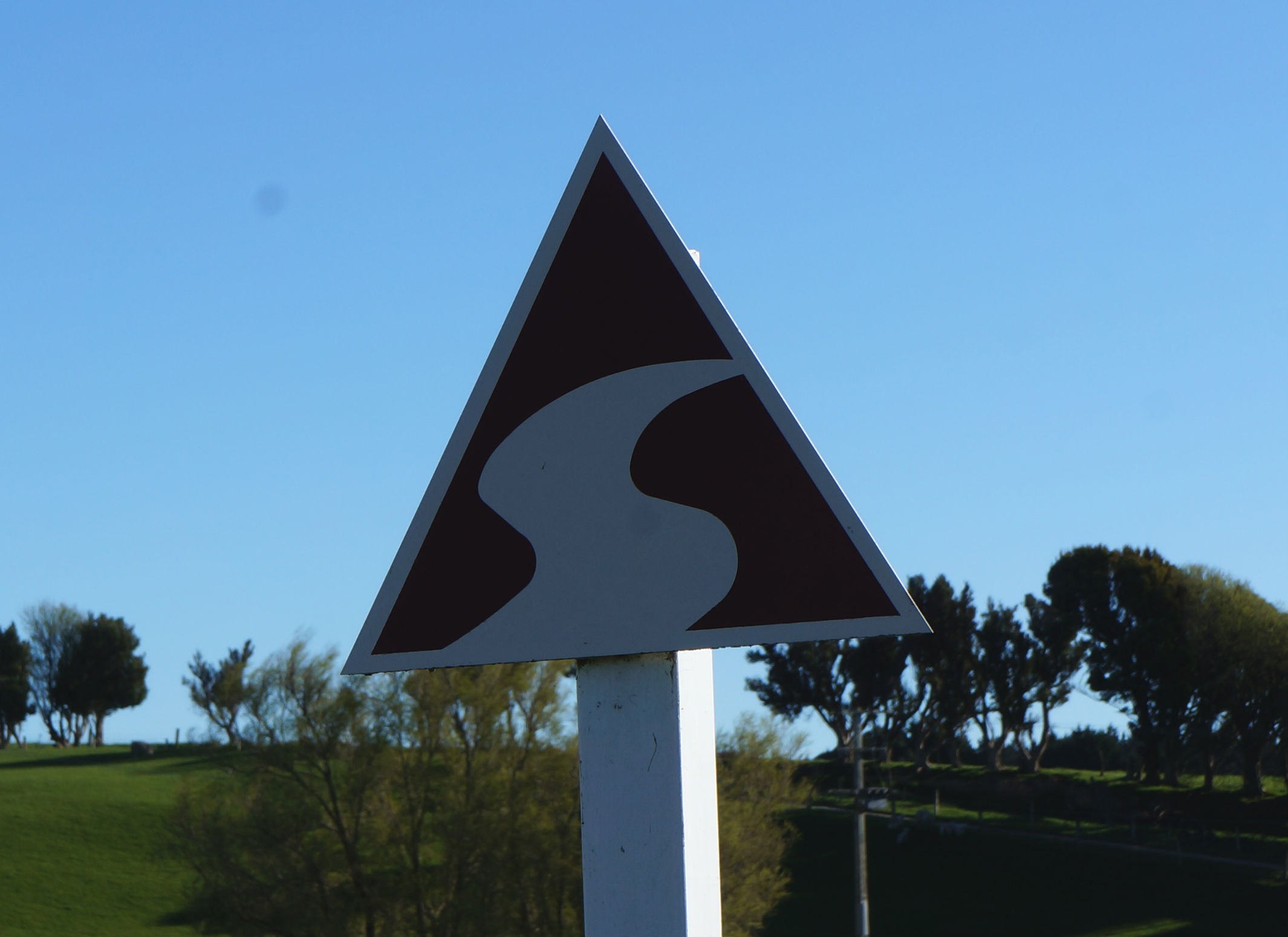
Markierung der Southern Scenic Route

Das Konzept der Southern Scenic Route und der Name entstanden im November 1985 bei einer informellen Versammlung in Tuatapere und wurden bei einer öffentlichen Sitzung im Januar 1986 bestätigt. Die Förderer des Projektes verhandelten anschließend mit den Tourismus- und Straßenbehörden und der Kommunalverwaltung.
Da es das erste derartige Projekt in Neuseeland war, machte das Genehmigungsverfahren nur langsam Fortschritte. Die Southern Scenic Route wurde am 6. November 1988 offiziell eröffnet und führte damals von Te Anau nach Balclutha. Die Strecke wurde 1998 nach Dunedin verlängert.
Anfang 2007 kam die Idee auf, die Strecke über Dunedin hinaus durch Waikati zu verlängern. Im November 2007 bestätigte der Stadtrat von Dunedin, dass er mit dem Distriktsrat des Waitaki Districts über eine Verlängerung bis Oamaru verhandle. Bis Ende 2010 wurden diese Ideen nicht umgesetzt.
Die Straße wird in ihren einzelnen Teilabschnitten von der New Zealand Transport Agency, dem Southland District, dem Clutha District und den Städten Invercargill und Dunedin unterhalten.
Die Route selbst nutzt durchgehend befestigte Straßen; viele der Sehenswürdigkeiten, die von der Southern Scenic Route erschlossen werden, liegen jedoch nicht direkt an der Straße und sind nur über unbefestigte Straßen und Wanderwege zu erreichen.

Das Magazin Travel + Leisure bezeichnete die Strecke 2008 als „eine der großartigsten unentdeckten Routen der Welt“.

## Etappen und Stationen
Die Informationsbroschüre zur Route führt über 80 Stationen auf 7 Etappen auf, die sowohl Sehenswürdigkeiten in der Natur als auch Bauwerke, Wandermöglichkeiten, historische Plätze oder Orte zu Wildtierbeobachtung umfassen.

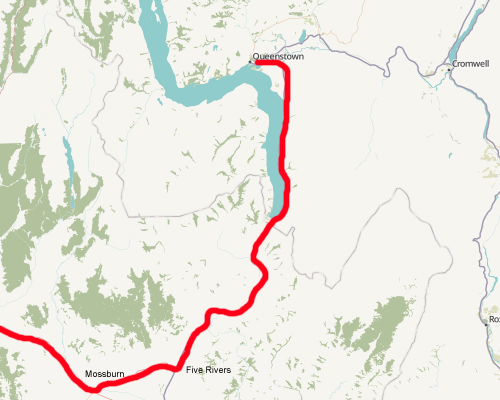
Etappe 1 – Queenstown und Wakatipu
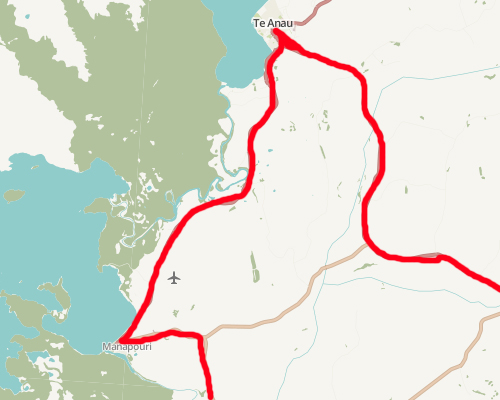
Etappe 2 – Fiordland, Te Anau und Manapouri
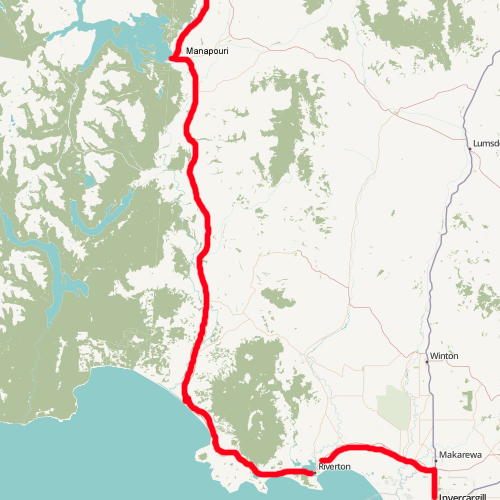
Etappe 3 – Western Southland
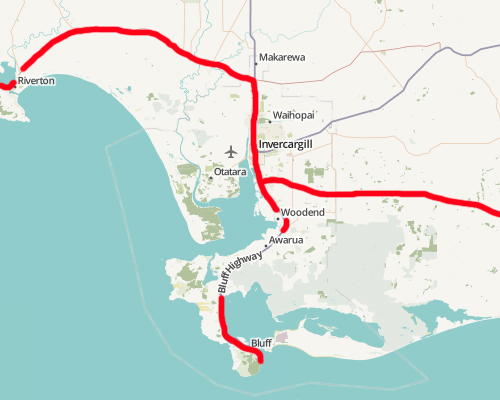
Etappe 4 – Invercargill und Bluff
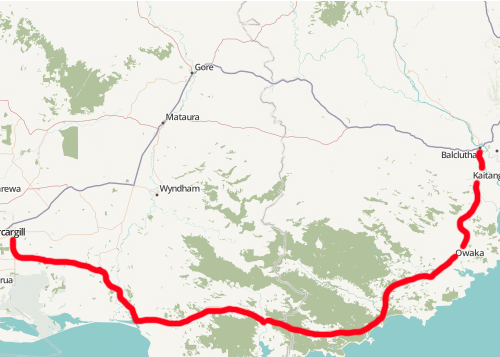
Etappe 5 – Die Catlins
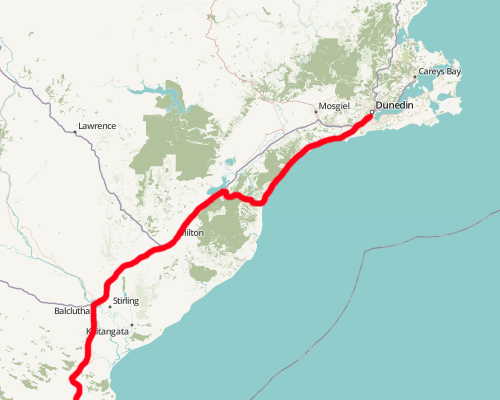
Etappe 6 – Balclutha
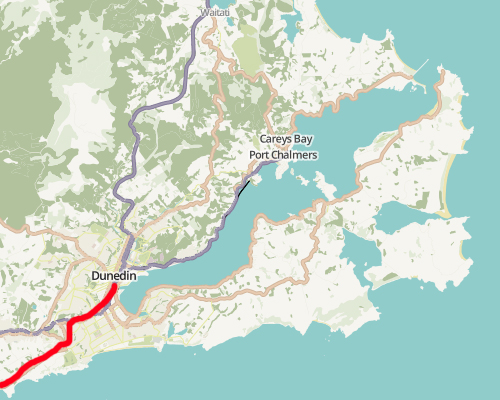
Etappe 7 – Dunedin und Otago Peninsula

### Queenstown und Wakatipu
Beginnend in Queenstown, führt die Route über Kingston und Five Rivers nach Mossburn. In diesem Abschnitt werden vor allem Wandermöglichkeiten als Stationen gelistet.
|    | Art und Lage                     | Bezeichnung                   | Beschreibung                                                                                                 | Bild                                             |
| -- | -------------------------------- | ----------------------------- | --- | ------------------------------------------------ |
| 1  | Wanderung Lage                   | Queenstown Hill Time Walk     | Eine Wanderung an deren Ende eine 360 Grad Sicht auf das Gebiet um Queenstown möglich ist.                   | Queenstown                                       |
| 2  | Wanderung                        | Queenstown Gardens            | Ein dreißig minütiger Rundkurs zum Frankton Arm.                                                             |                                                  |
| 3  | Wanderung                        | Frankton Arm Walkway          | Der Frankton Arm Walkway ist eine auch für Fahrradfahrer geeignete Strecke zwischen Queenstown und Frankton. | Frankton Arm                                     |
| 4  | Wanderung Lage                   | Kelvin Peninsula Track        | Ein Uferweg, der ausgehend von der Kawarau Falls Bridge am Frankton Arm entlang führt.                       | Kelvin Heights                                   |
| 5  | Wanderung Lage                   | Jack's Point Track            | Eine Wanderung entlang des Lake Wakatipu, die gute Sichten auf den See und die Berge ermöglicht.             | Blick auf den Lake Wakatipu                      |
| 6  | Wanderung Lage                   | Lower Wye Creek Track         | Eine Wanderung zum Lower Wye Creek, für deren Hin und Rückweg circa vier Stunden benötigt werden.            |                                                  |
| 7  | Aussichtspunkt Lage              | The Devil's Staircase         | Ein Aussichtspunkt, der Sichten auf den Lake Wakatipu ermöglicht.                                            | Straßenverlauf gesehen vom The Devil's Staircase |
| 8  | Wanderung                        | The Shirtail Track            | Ein Wanderweg, der zum Shirtail Creek führt.                                                                 |                                                  |
| 9  | Wanderung                        | The Lakefront Track           | Ein im Kingston Lakefront Reserve startender Uferweg.                                                        |                                                  |
| 10 | Sehenswürdigkeit/ Wanderung Lage | Remarkables Conservation Area | The Remarkables sind ein bis zu 2.340 Meter hoher Gebirgszug, auf dem sich ein Skigebiet befindet.           | The Remarkables                                  |

### Fiordland, Te Anau und Manapouri
Von Mossburn kommend beschreibt die Strecke einen Bogen über Te Anau nach Manapouri, beides Orte die Einstiegspunkte für den neuseeländischen Fiordland National Park darstellen. In diesem Gebiet werden Wandermöglichkeiten, sowie Strände und ein Aussichtspunkt als Stationen aufgeführt. Von Te Anau aus wird ein Abstecher zum Milford Sound/Piopiotahi empfohlen, der jedoch nicht Bestandteil der Route ist (siehe auch Abstecher).
|   | Art und Lage   | Bezeichnung                                     | Beschreibung | Bild          |
| - | -------------- | ----------------------------------------------- | --- | ------------- |
| 1 | Wanderung      | Vom Besucherzentrum zum Te Anau Wildlife Centre | Eine Uferwanderung zum Te Anau Wildlife Centre.                                                                      | Lake Te Anau  |
| 2 | Wanderung      | Vom Besucherzentrum zum Control Gate            | Eine 50-minütige Wanderung zu den Control Gates an der südwestlichen Seite des Lake Te Anau.                         |               |
| 3 | Wanderung Lage | Vom Control Gate zur Dock Bay                   | Eine Wanderung von den Control Gates zur Dock Bay an der Bademöglichkeit besteht.                                    |               |
| 4 | Wanderung Lage | Vom Control Gate zur Brod Bay                   | Eine Wanderung von den Control Gates zur Brod Bay von wo aus eine Rückfahrt via Wassertaxi nach Te Anau möglich ist. |               |
| 5 | Wanderung Lage | Von Rainbow Reach zur Shallow Bay               | Ein Waldwanderweg, an dem einige der Herr der Ringe Drehorte gelegen sind.                                           |               |
| 6 | Aussichtspunkt | Wilderness Lookout                              | Eine Aussichtsplattform, die einen Rundumblick auf die umliegende Landschaft ermöglicht.                             |               |
| 7 | Strand         | Frasers Beach                                   | Eine 45-minütige Wanderung vom Pearl Harbour zum Frasers Beach.                                                      | Frasers Beach |

### Western Southland
Dieser Abschnitt befindet sich zwischen Manapouri und Riverton/Aparima und bietet Wandermöglichkeiten, Aussichtspunkte, Sehenswürdigkeiten in der Natur, sowie historische Orte als Stationen der Southern Scenic Route an.
|    | Art und Lage          | Bezeichnung                                   | Beschreibung | Bild                      |
| -- | --------------------- | --------------------------------------------- | --- | ------------------------- |
| 1  | Sehenswürdigkeit      | Rakatu Wetlands und Redcliff Wildlife Reserve | Ein Feuchtgebiet mit vielfältigen Wandermöglichkeiten.                                                              | Rakatu Wetlands           |
| 2  | Wanderung Lage        | Borland Road und Borland Lodge                | Die Borland Road ist eine für Vierradantriebe geeignete Straße ins Hinterland.                                      |                           |
| 3  | Wanderung             | Borland Nature Walk                           | Eine Wanderung von der Borland Lodge ausgehend.                                                                     |                           |
| 4  | See Lage              | Lake Monowai                                  | Lake Monowai ist ein See im südlichen Teil des Fiordland National Park.                                             | Lake Monowai              |
| 5  | Aussichtspunkt        | The Peninsula Lookout                         | Ein Aussichtspunkt der Sicht auf den Lake Monowai bietet.                                                           |                           |
| 6  | Wanderung             | Big Totara Walk                               | Ein Wanderweg, der an über 1000 Jahre alten Totara Trees vorbeiführt.                                               |                           |
| 7  | Sehenswürdigkeit Lage | Clifden Suspension Bridge                     | Eine 1898 erbaute Brücke.                                                                                           | Clifden Suspension Bridge |
| 8  | Höhle                 | Clifden Caves                                 | Ein System von Kalksteinhöhlen, die betreten werden können.                                                         |                           |
| 9  | See Lage              | Lake Hauroko                                  | Der 462 Meter tiefe Lake Hauroko ist Neuseelands tiefster See.                                                      | Lake Hauroko              |
| 10 | Wanderung             | Tuatapere Hump Ridge Track                    | Der Tuatapere Hump Ridge Track ist ein 55 Kilometer langer Wanderweg über den Hump Ridge.                           |                           |
| 11 | Sehenswürdigkeit      | Port Craig                                    | Eine ehemalige Holzfällerstadt, die mittels eines historischen Lehrpfades (Heritage trail) erschlossen werden kann. |                           |
| 12 | Aussichtspunkt        | McCrackens Rest                               | Eine Aussichtsplattform, die Sichten auf die Te Waewae Bay sowie die Solander Islands ermöglicht.                   |                           |
| 13 | Strand                | Gemstone Beach                                | Ein Strand, an dem oft Mineralien wie zum Beispiel Quarz gefunden werden können.                                    |                           |
| 14 | Insel Lage            | Monkey Island/ Te Puka o Takitimu             | Eine kleine Insel, die bei Ebbe betreten werden kann.                                                               | Monkey Island             |
| 15 | Bucht Lage            | Cosy Nook                                     | Eine felsige Bucht und früherer Standort einer Māori-Siedlung.                                                      |                           |
| 16 | Wanderung             | Long Hilly Track                              | Eine Wanderung, auf der Relikte chinesischer Goldsucher zu sehen sind.                                              |                           |
| 17 | Bucht Lage            | Colac Bay/ Oraka                              | Eine kleine Siedlung an einer Bucht, in der gute Surfbedingungen herrschen.                                         |                           |
| 18 | Wanderung             | Mores Scenic Reserve                          | Das Mores Scenic Reverse enthält zahlreiche Wandermöglichkeiten.                                                    |                           |
| 19 | Wanderung             | Taramea/ Howells Point                        | Ein Gebiet, das Möglichkeiten für Wanderungen, zum Angeln und Picknicken bietet.                                    |                           |
| 20 | Wanderung             | Te Wai Korari Wetland Reserve                 | Eine Wanderung durch das Te Wai Korari Wetland Reserve.                                                             |                           |

### Invercargill und Bluff
Die Southern Scenic Route verbindet auf diesem Abschnitt Riverton/Aparima mit Invercargill, führt einen Abstecher nach Bluff aus und setzt sich dann von Invercargill über den Gorge Road-Invercargill Highway in Richtung Balclutha fort. Neben Sehenswürdigkeiten in und um Invercargill und Bluff, wird hier auch ein Abstecher nach Stewart Island empfohlen (siehe auch Abstecher).
|   | Art und Lage                     | Bezeichnung                              | Beschreibung | Bild                        |
| - | -------------------------------- | ---------------------------------------- | --- | --------------------------- |
| 1 | Sehenswürdigkeit Lage            | Invercargill Water Tower                 | Der 40 Meter hohe historische Wasserturm wurde 1889 fertiggestellt und bietet eine gute Sicht auf Invercargill.               | Invercargill Water Tower    |
| 2 | Wanderung Lage                   | Thomsons Bush                            | Ein ehemaliges Sumpfgebiet, das Wander- und Picknickmöglichkeiten bietet.                                                     |                             |
| 3 | Wanderung Lage                   | Waihopai Walkway                         | Eine Wanderung entlang des Waihopai River.                                                                                    |                             |
| 4 | Sehenswürdigkeit                 | Anderson Park Art Gallery                | Die Anderson Park Art Gallery ist eine Kunstsammlung, die in einem im georgianischem Stil erbauten Anwesen untergebracht ist. |                             |
| 5 | Sehenswürdigkeit/ Wanderung Lage | Sandy Point/ Oue                         | Ein Gebiet, das verschiedene Möglichkeiten für Ausflüge und Wanderungen bietet.                                               |                             |
| 6 | Strand Lage                      | Oreti Beach                              | Der 30 Kilometer lange Oreti Beach ist Teil einer ehemals von Māori genutzten Strecke nach Riverton/Aparima.                  | Oreti Beach                 |
| 7 | Wanderung Lage                   | Greenpoint Reserve                       | Eine Wanderung, die als Lehrpfad angelegt ist.                                                                                |                             |
| 8 | Sehenswürdigkeit/ Wanderung      | Bluff Hill/ Motupohue und Stirling Point | Der Bluff Hill hat spezielle kulturelle Bedeutung für die Māori und kann durch verschiedene Wanderwege erschlossen werden.    | Wegweiser am Stirling Point |
| 9 | Sehenswürdigkeit/ Wanderung      | Waituna Wetlands                         | Das Feuchtgebiet Waituna Wetlands ist ein bedeutendes Gebiet für verschiedene Vogel-, Fisch- und Pflanzenarten.               |                             |

### Die Catlins
Ein längerer Abschnitt der Strecke führt an der Küste entlang durch die Catlins nach Balclutha.
In diesem Abschnitt prägen besonders Wasserfälle, Strände und Buchten die Stationen der Route.
|    | Art und Lage                     | Bezeichnung                           | Beschreibung | Bild                                                                       |
| -- | -------------------------------- | ------------------------------------- | --- | -------------------------------------------------------------------------- |
| 1  | Sehenswürdigkeit Lage            | Waipapa Point                         | Der Waipapa Point ist ein Felsenkap mit einem Leuchtturm. 1881 kenterte hier das Dampfschiff Tararua. Mit 131 Todesopfern, war dies das bisher schwerste Unglück der zivilen Schifffahrt in Neuseeland. | Leuchtturm am Waipapa Point                                                |
| 2  | Sehenswürdigkeit Lage            | Tararua Acre Cemetery                 | Auf dem Friedhof Tararua Acre sind viele der Opfer des am Waipapa Point stattgefundenen Schiffsunglücks begraben.                                                                                       |                                                                            |
| 3  | Sehenswürdigkeit Lage            | Slope Point                           | Der Slope Point ist der südlichste Punkt der neuseeländischen Südinsel. | Hinweisschild am Slope Point mit Entfernungsangaben zum Äquator und Südpol |
| 4  | Sehenswürdigkeit/ Wanderung Lage | Waipohatu Recreation Area             | Das Waipohatu Recreation Area ist ein Waldgebiet, das verschiedene Wandermöglichkeiten bietet. |                                                                            |
| 5  | Bucht Lage                       | Curio Bay/ Tumu Toka und Porpoise Bay | Die Curio Bay ist eine Bucht mit einem versteinertem Wald, der bei Ebbe zugänglich ist. Die nahe gelegene Porpoise Bay ist ein beliebter Badeort.                                                       | Versteinerter Wald                                                         |
| 6  | Sehenswürdigkeit Lage            | Waikawa                               | Waikawa ist eine kleine Hafenstadt mit einem Siedlermuseum und Ausgangspunkt für verschiedene Wanderungen in die Umgebung.                                                                              |                                                                            |
| 7  | Wasserfall                       | Niagara Falls/ Manga Piri             | Ein kleiner Wasserfall benannt nach den US-amerikanischen Niagarafällen. |                                                                            |
| 8  | Wasserfall                       | McLean Falls                          | Die McLean Wasserfälle haben eine Höhe von 22 Metern und befinden sich am Tautuku River. | McLean Falls                                                               |
| 9  | Höhle Lage                       | Cathedral Caves                       | Bei den Cathedral Caves handelt es sich um eine Reihe touristisch erschlossener, bis zu 30 Meter hoher, Küstenhöhlen.                                                                                   | Blick aus einer der Cathedral Caves                                        |
| 10 | Sehenswürdigkeit/ Wanderung      | Lenz Reserve                          | Das Lenz Reserve ist ein Naturreservat, das verschiedene Möglichkeiten für Wanderungen bietet. |                                                                            |
| 11 | Wanderung Lage                   | Tautuku Estuary Boardwalk             | Ein etwa 30 minütiger Wanderweg, der teilweise als Holzsteg angelegt ist. |                                                                            |
| 12 | See Lage                         | Lake Wilkie                           | Nahe dem Lake Wilkie befindet sich ein Naturlehrpfad der das Fortschreiten der Verlandung beschreibt.                                                                                                   | Lake Wilkie                                                                |
| 13 | Bucht Lage                       | Tautuku Bay                           | Die Tautuku Bay ist eine Bucht die im Westen an das Tautuku Peninsula grenzt. In den 1830er und 1840er Jahren befand sich dort eine Walfangstation.                                                     | Tautuku Bay                                                                |
| 14 | Aussichtspunkt Lage              | Florence Hill Lookout                 | Ein Aussichtspunkt, von dem aus die Tautuku Bay sowie das Tautuku Peninsula zu sehen ist. |                                                                            |
| 15 | Wanderung                        | Coastal Walking Tracks                | Das Papatowai Scenic Reserve bietet verschiedene Wanderweg, sowie Möglichkeiten zur Wildtierbeobachtung.                                                                                                |                                                                            |
| 16 | Wanderung                        | Old Coach Road                        | Eine 40 minütige Wanderung entlang der Old Coach Road, die an der Tahakopa River Bridge beginnt. |                                                                            |
| 17 | Wasserfall                       | Matai Falls                           | Die Matai Falls sind ein 10 Meter hoher Wasserfall am Matai Stream im Catlins Forest Park. |                                                                            |
| 18 | Wasserfall Lage                  | Purakaunui Falls                      | Die Purakanui Falls befinden sich am Purakanui River und besitzen eine Höhe von 20 Metern. Sie gelten als Wahrzeichen der Catlins.                                                                      | Purakaunui Falls                                                           |
| 19 | Wanderung                        | Catlins River Walk                    | Eine Wanderung, die entlang des Purakanui River führt und zahlreiche Flussüberquerungen auf Hängebrücken einschließt.                                                                                   |                                                                            |
| 20 | Sehenswürdigkeit Lage            | Jacks Blowhole                        | Ein 55 Meter tiefes Blowhole, das nach einem ehemaligen Häuptling der Māori benannt ist. | Jacks Blowhole                                                             |
| 21 | Wanderung                        | Pounawea Bush Walk Track              | Eine etwa 45 minütige Wanderung, die unter anderem durch eine Salzwiese führt. |                                                                            |
| 22 | Sehenswürdigkeit/ Wanderung Lage | Surat Bay Wildlife Walk               | Die Surat Bay ist ein beliebter Aufenthalt des neuseeländischen Seelöwens, der hier zu beobachten ist.                                                                                                  | Bäume nahe der Surat Bay                                                   |
| 23 | Sehenswürdigkeit                 | Tunnel Hill                           | Ein ehemaliger Eisenbahntunnel, der zwischen 1891 und 1892 angelegt wurde. |                                                                            |
| 24 | Sehenswürdigkeit Lage            | Roaring Bay                           | In der Roaring Bay lassen sich neben diversen Seevögeln, auch neuseeländische Seebären und Gelbaugenpinguine beobachten.                                                                                | neuseeländischer Seebär                                                    |
| 25 | Sehenswürdigkeit Lage            | Nugget Point/ Tokata Lighthouse       | Das Kap Nugget Point beheimatet zahlreiche Seevögel sowie eine große Kolonie neuseeländischer Seebären. Der dort vorhandene, gleichnamige Leuchtturm wurde 1869 fertig gestellt.                        | Nugget Point                                                               |
| 26 | Wanderung Lage                   | Kaka Point Bush Walk                  | Eine etwa 30-minütige Wanderung, die nahe Kaka Point beginnt. |                                                                            |
| 27 | Wanderung                        | Awakiki Track                         | Eine 40-minütige Wanderung durch das Awakiki Reserve. |                                                                            |

### Balclutha
Der Verlauf der Strecke führt auf diesem Abschnitt von der Küste kommend über Balclutha weiter nach Milton und von dort wieder die Küstenstraße nehmend nach Dunedin. Historische Sehenswürdigkeiten, besondere Punkte in der Natur, sowie Wandermöglichkeiten sind auf diesem Abschnitt zu finden.
|   | Art und Lage                     | Bezeichnung                              | Beschreibung | Bild                                      |
| - | -------------------------------- | ---------------------------------------- | --- | ----------------------------------------- |
| 1 | Wanderung Lage                   | Naish Park/ Blair Athol Walkway          | Eine etwa zweistündige Wanderung entlang des Clutha River/Mata-Au. Der Startpunkt ist der Naish Park in Balclutha.           | Der Clutha River in der Nähe von Roxburgh |
| 2 | Sehenswürdigkeit                 | Sod Cottage                              | Das Sod Cottage ist eine 1860 gebaute, ehemalige Raststätte für Goldsucher. 1970 wurde es für den Tourismus wieder eröffnet. |                                           |
| 3 | Sehenswürdigkeit Lage            | Milburn Limeworks                        | Der Kalksteinbruch von Milburn enthält Fossilien, die besichtigt werden können.                                              |                                           |
| 4 | Sehenswürdigkeit/ Wanderung Lage | Sinclair Wetlands/ Te Nohoaka a Tukiauau | Das 315 Hektar große Feuchtgebiet Sinclair Wetlands kann mittels der Clarendon/ Berwick Road erreicht werden.                |                                           |
| 5 | Wanderung Lage                   | Picnic Gully Track                       | Eine etwa 45 minütige Wanderung, die nahe der Mündung des Taieri River beginnt.                                              |                                           |
| 6 | Wanderung Lage                   | Taieri River und Millenium Tracks        | Von der Mündung des Taieri River beginnende Wanderung den Fluss entlang.                                                     | Taieri River                              |

### Dunedin und Otago Peninsula
Das Ende der Southern Scenic Route befindet sich in Dunedin. Hier sind Sehenswürdigkeiten in und um Dunedin, sowie auf dem nahegelegenen Otago Peninsula durch die Route erreichbar.
|   | Art und Lage                  | Bezeichnung                    | Beschreibung | Bild                            |
| - | ----------------------------- | ------------------------------ | --- | ------------------------------- |
| 1 | Strand/ Wanderung Lage        | Tunnel Beach Track             | Tunnel Beach ist ein Strand eingeschlossen von Sandsteinfelsen, der sich nach der Durchquerung des namensgebenden Tunnels erreichen lässt.                   | Weg zum Tunnel Beach            |
| 2 | Sehenswürdigkeit Lage         | Dunedin Botanic Garden         | Der 1869 eröffnete botanische Garten in Dunedin ist der älteste Neuseelands.                                                                                 | Dunedin Botanic Garden, Eingang |
| 3 | Strand/ Sehenswürdigkeit Lage | St Clair                       | Der Vorort St Clair, sowie der gleichnamige Strand liegen nahe dem Zentrum Dunedins. Der Strand ist ein beliebter Surfspot.                                  | St Clair Beach                  |
| 4 | Bucht Lage                    | Sandfly Bay                    | Die auf dem Otago Peninsula gelegene Sandfly Bay beheimatet eine kleine Population Gelbaugenpinguine, die von einem Unterstand aus beobachtet werden können. | Sandfly Bay                     |
| 5 | Wanderung Lage                | Sandymount                     | Am Ende der Sandymount Road befindet sich ein etwa einstündiger Rundwanderweg, der Ausblicke auf die Küstenlinie der Halbinsel bietet.                       |                                 |
| 6 | Strand Lage                   | Allan's Beach                  | Allan's Beach ist ein über die Allans Beach Road erreichbarer Strand und beheimatet neuseeländische Seelöwen und Gelbaugenpinguine.                          | Gelbaugenpinguin                |
| 7 | Wanderung Lage                | Heyward Point Track            | Der Heyward Point Track ist eine etwa zweistündiger Küstenwanderweg der von der Aramoana Road, sowie der Heyward Point Road aus, gestartet werden kann.      |                                 |
| 8 | Wanderung Lage                | Outram Glen to Lee Stream Walk | Eine circa dreistündige Wanderung entlang des Taieri River.                                                                                                  |                                 |

## Abstecher
Über die Milford Road (State Highway 94) kann der Fiordland National Park bis zum Milford Sound/Piopiotahi durchfahren werden.
Diese Strecke ist keine nummerierte Station der Southern Scenic Route, wird aber als Empfehlung in der offiziellen Broschüre aufgeführt.
Gleiches gilt für den Rakiura National Park auf Stewart Island, der drittgrößten Insel Neuseelands, der mittels Fähre von Bluff aus erreicht werden kann.

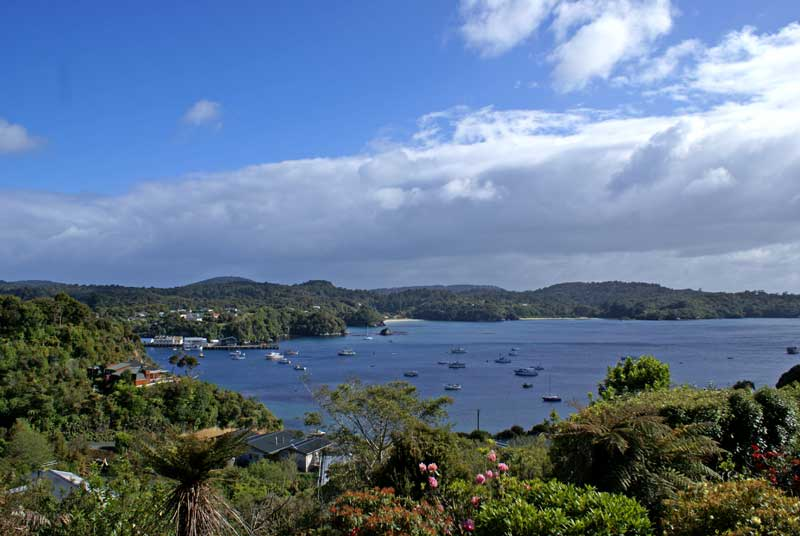
Stewart Island
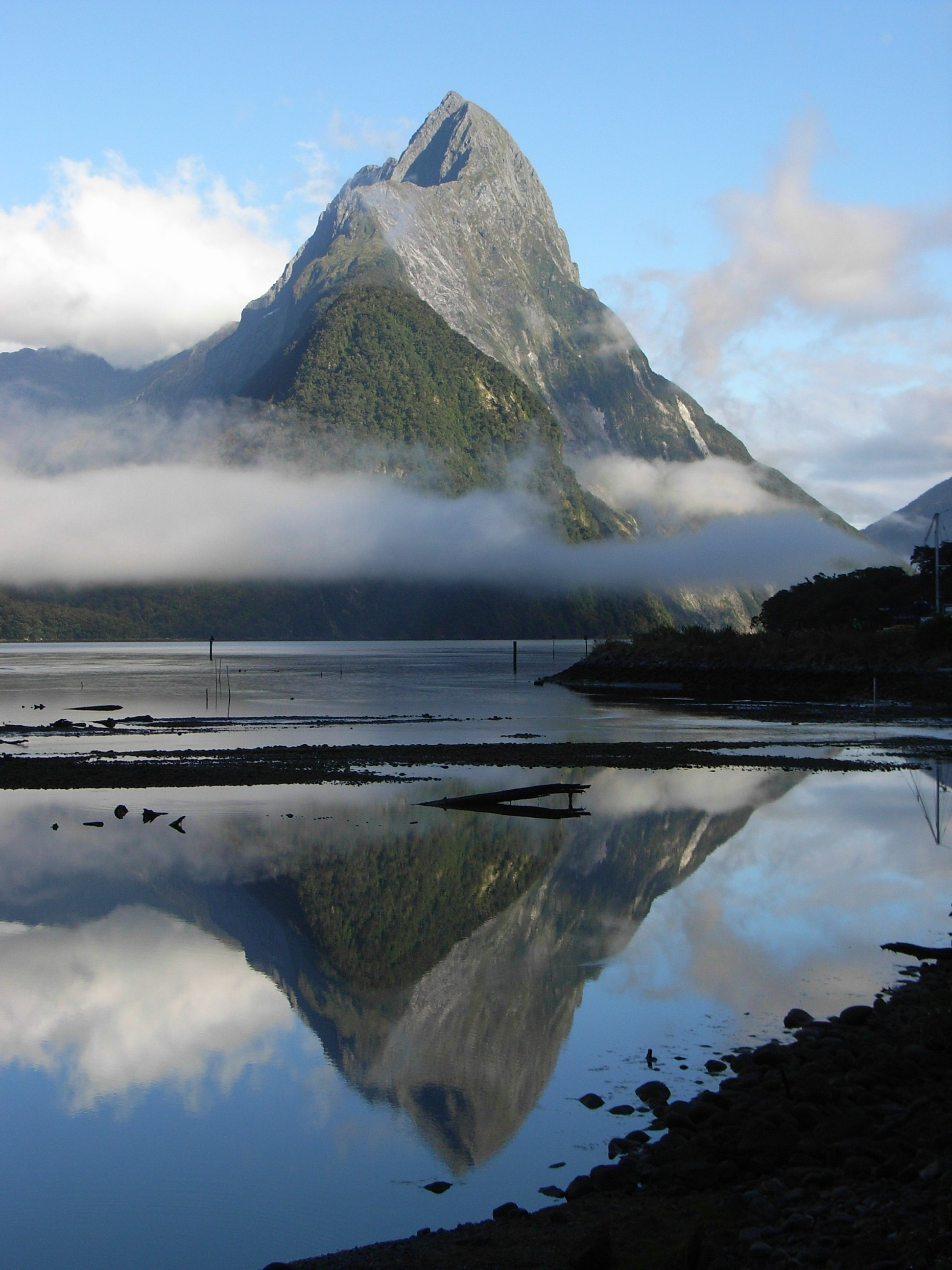
Mitre Peak am Milford Sound/Piopiotahi